# Microchilus trifasciatus
Microchilus trifasciatus är en orkidéart som beskrevs av Paul Ormerod. Microchilus trifasciatus ingår i släktet Microchilus och familjen orkidéer. Inga underarter finns listade i Catalogue of Life.